# Décio Góes
Décio Gomes Góes (Criciúma, 1 de março de 1954) é um político brasileiro.

## Carreira
Foi deputado à Assembleia Legislativa de Santa Catarina na 16ª legislatura (2007 — 2011). Foi presidente da Comissão de Turismo e Meio Ambiente, e vice-presidente da Comissão de Transportes e Desenvolvimento Urbano.
Foi prefeito de Criciúma de 2001 a 2004.
Sua candidatura a prefeito de Balneário Rincão nas eleições de 2012 foi impugnada pela justiça eleitoral por aplicação da Lei da Ficha Limpa. Em 3 de março de 2013 assumiu como primeiro prefeito do município de Balneário Rincão.